# Laurence Olivier Award for Best Director
Der Laurence Olivier Award for Best Director (deutsch: Laurence Olivier Award für die beste Regie) ist ein britischer Theater- und Musicalpreis, der erstmals 1976 vergeben wurde.

## Geschichte und Hintergrund
Die Laurence Olivier Awards werden seit 1976 jährlich in zahlreichen Kategorien von der Society of London Theatre vergeben. Sie gelten als höchste Auszeichnung im britischen Theater und sind vergleichbar mit den Tony Awards am amerikanischen Broadway. Ausgezeichnet werden herausragende Darsteller und Produktionen einer Theatersaison, die im Londoner West End zu sehen waren. Die Nominierten und Gewinner der Laurence Olivier Awards „werden jedes Jahr von einer Gruppe angesehener Theaterfachleute, Theaterkoryphäen und Mitgliedern des Publikums ausgewählt, die wegen ihrer Leidenschaft für das Londoner Theater“ bekannt sind. Eine der Preiskategorien ist der Laurence Olivier Award for Best Director. Er wird seit 1976 vergeben, wurde von 1991 bis 1995 kurzzeitig in die beiden Kategorien Laurence Olivier Award for Best Director of a Play und Laurence Olivier Award for Best Director of a Musical aufgeteilt und heißt seit 2019 Sir Peter Hall Award for Best Director, zu Ehren des gefeierten Theaterregisseurs Sir Peter Hall. 

## Gewinner und Nominierte
Die Übersicht der Gewinner und Nominierten listet pro Jahr die nominierten Regisseure und Theaterproduktionen. Der Gewinner eines Jahres ist grau unterlegt und fett angezeigt.

### 1976–1979
| Jahr                                   | Regisseur               | Theaterproduktion                                        |
| 1976                                   |                         |                                                          |
| -------------------------------------- | ----------------------- | -------------------------------------------------------- |
| 1976                                   | Jonathan Miller         | Three Sisters                                            |
| 1976                                   | Alan Ayckbourn          | Confusions, Shakespeare’s People und Yahoo               |
| 1976                                   | Buzz Goodbody           | Occupations und King Lear                                |
| 1976                                   | Terry Hands             | Old World and Henry IV (Teil 1 und Teil 2 sowie Henry V) |
| 1977                                   |                         |                                                          |
| Clifford Williams                      | Wild Oats               |                                                          |
| Michael Blakemore                      | Privates on Parade      |                                                          |
| Bernard Miles                          | The Fire that Consumes  |                                                          |
| Trevor Nunn                            | Macbeth                 |                                                          |
| 1978                                   |                         |                                                          |
| Terry Hands                            | Henry VI                |                                                          |
| Bill Bryden und Sebastian Graham-Jones | Lark Rise               |                                                          |
| Christopher Morahan                    | The Philanderer         |                                                          |
| Harold Prince                          | Evita                   |                                                          |
| 1979                                   |                         |                                                          |
| Michael Bogdanov                       | The Taming of the Shrew |                                                          |
| Michael Elliott                        | The Family Reunion      |                                                          |
| Trevor Nunn                            | Once in a Lifetime      |                                                          |
| Michael Rudman                         | Death of a Salesman     |                                                          |

### 1980–1990
| Jahr                | Regisseur                                                    | Theaterproduktion                            |
| 1980                |                                                              |                                              |
| ------------------- | ------------------------------------------------------------ | -------------------------------------------- |
| 1980                | Trevor Nunn und John Caird                                   | The Life and Adventures of Nicholas Nickleby |
| 1980                | John Barton                                                  | The Greeks                                   |
| 1980                | Peter Hall                                                   | Amadeus                                      |
| 1980                | John Dexter                                                  | Life of Galileo                              |
| 1981                |                                                              |                                              |
| Peter Wood          | On the Razzle                                                |                                              |
| Donald McWhinnie    | Translations                                                 |                                              |
| Trevor Nunn         | Cats                                                         |                                              |
| Harold Pinter       | Quartermaine’s Terms                                         |                                              |
| 1982                |                                                              |                                              |
| Richard Eyre        | Guys and Dolls                                               |                                              |
| Michael Bogdanov    | Uncle Vanya                                                  |                                              |
| Adrian Noble        | A Doll’s House                                               |                                              |
| James Roose-Evans   | 84, Charing Cross Road                                       |                                              |
| 1983                |                                                              |                                              |
| Terry Hands         | Cyrano de Bergerac                                           |                                              |
| Bill Bryden         | A Midsummer Night’s Dream                                    |                                              |
| Barry Kyle          | The Taming of the Shrew                                      |                                              |
| Peter Wood          | The Rivals                                                   |                                              |
| 1984                |                                                              |                                              |
| Christopher Morahan | Wild Honey                                                   |                                              |
| John Barton         | Life’s a Dream                                               |                                              |
| Michael Blakemore   | Benefactors                                                  |                                              |
| Adrian Noble        | The Comedy of Errors                                         |                                              |
| 1985                |                                                              |                                              |
| Bill Bryden         | The Mysteries                                                |                                              |
| Bill Alexander      | Richard III                                                  |                                              |
| Garry Hines         | The Playboy of the Western World                             |                                              |
| Barry Kyle          | Golden Girls und Love’s Labour’s Lost                        |                                              |
| 1986                |                                                              |                                              |
| Bill Alexander      | The Merry Wives of Windsor                                   |                                              |
| Howard Davies       | Les Liaisons Dangereuses                                     |                                              |
| Declan Donnellan    | A Midsummer Night’s Dream                                    |                                              |
| Peter Wood          | The American Clock                                           |                                              |
| 1987                |                                                              |                                              |
| Declan Donnellan    | Le Cid, Twelfth Night und Macbeth                            |                                              |
| Alan Ayckbourn      | A View from the Bridge                                       |                                              |
| Yukio Ninagawa      | Macbeth und Medea                                            |                                              |
| Peter Stein         | The Hairy Ape                                                |                                              |
| 1988                |                                                              |                                              |
| Deborah Warner      | Titus Andronicus                                             |                                              |
| Howard Davies       | Cat on a Hot Tin Roof, The Secret Rapture und The Shaughraun |                                              |
| Max Stafford-Clark  | The Recruiting Officer und Our Country’s Good                |                                              |
| David Thacker       | A Touch of the Poet und An Enemy of the People               |                                              |
| 1989/1990           |                                                              |                                              |
| Michael Bogdanov    | Wars of the Roses                                            |                                              |
| Richard Eyre        | Racing Demon und The Voysey Inheritance                      |                                              |
| Nicholas Hytner     | Ghetto und Miss Saigon                                       |                                              |
| Trevor Nunn         | Othello                                                      |                                              |

### 1991–1999
| Jahr            | Regisseur | Theaterproduktion |
| --------------- | --- | --- |
| 1991            | Von 1991 bis 1995 wurden die beiden Kategorien Laurence Olivier Award for Best Director of a Play und Laurence Olivier Award for Best Director of a Musical vergeben. | Von 1991 bis 1995 wurden die beiden Kategorien Laurence Olivier Award for Best Director of a Play und Laurence Olivier Award for Best Director of a Musical vergeben. |
| 1992            | Von 1991 bis 1995 wurden die beiden Kategorien Laurence Olivier Award for Best Director of a Play und Laurence Olivier Award for Best Director of a Musical vergeben. | Von 1991 bis 1995 wurden die beiden Kategorien Laurence Olivier Award for Best Director of a Play und Laurence Olivier Award for Best Director of a Musical vergeben. |
| 1993            | Von 1991 bis 1995 wurden die beiden Kategorien Laurence Olivier Award for Best Director of a Play und Laurence Olivier Award for Best Director of a Musical vergeben. | Von 1991 bis 1995 wurden die beiden Kategorien Laurence Olivier Award for Best Director of a Play und Laurence Olivier Award for Best Director of a Musical vergeben. |
| 1994            | Von 1991 bis 1995 wurden die beiden Kategorien Laurence Olivier Award for Best Director of a Play und Laurence Olivier Award for Best Director of a Musical vergeben. | Von 1991 bis 1995 wurden die beiden Kategorien Laurence Olivier Award for Best Director of a Play und Laurence Olivier Award for Best Director of a Musical vergeben. |
| 1995            | Von 1991 bis 1995 wurden die beiden Kategorien Laurence Olivier Award for Best Director of a Play und Laurence Olivier Award for Best Director of a Musical vergeben. | Von 1991 bis 1995 wurden die beiden Kategorien Laurence Olivier Award for Best Director of a Play und Laurence Olivier Award for Best Director of a Musical vergeben. |
| 1996            | | |
| Sam Mendes      | Company und The Glass Menagerie | |
| Richard Eyre    | Skylight und La Grande Magia | |
| Adrian Noble    | A Midsummer Night’s Dream | |
| Matthew Warchus | Volpone und Henry V | |
| 1997            | | |
| Des McAnuff     | Tommy | |
| Richard Eyre    | John Gabriel Borkman | |
| Anthony Page    | A Doll’s House | |
| Matthew Warchus | ’Art’ | |
| 1998            | | |
| Richard Eyre    | King Lear | |
| Walter Bobbie   | Chicago | |
| Sam Mendes      | Othello | |
| Matthew Warchus | Hamlet | |
| 1999            | | |
| Howard Davies   | The Iceman Cometh | |
| Sam Mendes      | The Blue Room | |
| Trevor Nunn     | Oklahoma! | |
| Ian Rickson     | The Weir | |

### 2000–2009
| Jahr                               | Regisseur                                                   | Theaterproduktion |
| ---------------------------------- | ----------------------------------------------------------- | ----------------- |
| 2000                               |                                                             |                   |
| Trevor Nunn                        | Summerfolk, The Merchant of Venice und Troilus and Cressida |                   |
| David Levaux                       | The Real Thing                                              |                   |
| Jeremy Sams                        | Spend Spend Spend                                           |                   |
| Julie Taymor                       | The Lion King                                               |                   |
| 2001                               |                                                             |                   |
| Howard Davies                      | All My Sons                                                 |                   |
| Michael Grandage                   | Passion Play                                                |                   |
| Nicholas Hytner                    | Orpheus Descending                                          |                   |
| Trevor Nunn                        | The Cherry Orchard                                          |                   |
| Ian Talbot                         | The Pirates of Penzance                                     |                   |
| 2002                               |                                                             |                   |
| Michael Boyd                       | Henry VI und Richard III                                    |                   |
| Michael Blakemore                  | Kiss Me, Kate                                               |                   |
| Howard Davies                      | Private Lives                                               |                   |
| Phelim McDermott und Julian Crouch | Shockheaded Peter                                           |                   |
| Ian Rickson                        | Mouth to Mouth                                              |                   |
| 2003                               |                                                             |                   |
| Sam Mendes                         | Twelfth Night und Uncle Vanya                               |                   |
| Matthew Bourne                     | Play Without Words                                          |                   |
| Richard Eyre                       | Vincent in Brixton                                          |                   |
| Edward Hall                        | Rose Rage                                                   |                   |
| 2004                               |                                                             |                   |
| Michael Grandage                   | Caligula                                                    |                   |
| Stafford Arima                     | Ragtime                                                     |                   |
| Gary Griffin                       | Pacific Overtures                                           |                   |
| Stewart Lee                        | Jerry Springer: The Opera                                   |                   |
| 2005                               |                                                             |                   |
| Nicholas Hytner                    | The History Boys                                            |                   |
| Richard Eyre und Matthew Bourne    | Mary Poppins                                                |                   |
| Rufus Norris                       | Festen                                                      |                   |
| Susan Stroman                      | The Producers                                               |                   |
| 2006                               |                                                             |                   |
| Richard Eyre                       | Hedda Gabler                                                |                   |
| Stephen Daldry                     | Billy Elliot                                                |                   |
| Michael Grandage                   | Don Carlos                                                  |                   |
| Phyllida Lloyd                     | Mary Stuart                                                 |                   |
| Melly Still                        | Coram Boy                                                   |                   |
| 2007                               |                                                             |                   |
| Dominic Cooke                      | The Crucible                                                |                   |
| Sam Buntrock                       | Sunday in the Park with George                              |                   |
| Joe Mantello                       | Wicked                                                      |                   |
| 2008                               |                                                             |                   |
| Rupert Goold                       | Macbeth                                                     |                   |
| Rob Ashford                        | Parade                                                      |                   |
| Marianne Elliott und Tom Morris    | War Horse                                                   |                   |
| Jack O’Brien                       | Hairspray                                                   |                   |
| 2009                               |                                                             |                   |
| John Tiffany                       | Black Watch                                                 |                   |
| Terry Johnson                      | La Cage aux Folles                                          |                   |
| Des McAnuff                        | Jersey Boys                                                 |                   |
| Emma Rice                          | Brief Encounter                                             |                   |

### 2010–2019
| Jahr                            | Regisseur                                         | Theaterproduktion      |
| 2010                            |                                                   |                        |
| ------------------------------- | ------------------------------------------------- | ---------------------- |
| 2010                            | Rupert Goold                                      | ENRON                  |
| 2010                            | Michael Grandage                                  | Hamlet                 |
| 2010                            | Lindsay Posner                                    | A View from the Bridge |
| 2010                            | Ian Rickson                                       | Jerusalem              |
| 2010                            | Bijan Sheibani                                    | Our Class              |
| 2011                            |                                                   |                        |
| Howard Davies                   | The White Guard                                   |                        |
| Dominic Cooke                   | Clybourne Park                                    |                        |
| Michael Grandage                | King Lear                                         |                        |
| Thea Sharrock                   | After the Dance                                   |                        |
| 2012                            |                                                   |                        |
| Matthew Warchus                 | Matilda                                           |                        |
| Sean Foley                      | The Ladykillers                                   |                        |
| Nicholas Hytner                 | One Man, Two Guvnors                              |                        |
| Rufus Norris                    | London Road                                       |                        |
| 2013                            |                                                   |                        |
| Marianne Elliott                | The Curious Incident of the Dog in the Night-Time |                        |
| Jeremy Herrin                   | This House                                        |                        |
| Simon McBurney                  | The Master and Margarita                          |                        |
| Stephen Daldry                  | The Audience                                      |                        |
| 2014                            |                                                   |                        |
| Lyndsey Turner                  | Chimerica                                         |                        |
| Richard Eyre                    | Ghosts                                            |                        |
| Maria Friedman                  | Merrily We Roll Along                             |                        |
| Susan Stroman                   | The Scottsboro Boys                               |                        |
| 2015                            |                                                   |                        |
| Ivo van Hove                    | A View from the Bridge                            |                        |
| Rupert Goold                    | King Charles III                                  |                        |
| Jeremy Herrin                   | Wolf Hall / Bring up the Bodies                   |                        |
| Josie Rourke                    | City of Angels                                    |                        |
| 2016                            |                                                   |                        |
| Robert Icke                     | Oresteia                                          |                        |
| Rob Ashford und Kenneth Branagh | The Winter’s Tale                                 |                        |
| Matthew Dunster                 | Hangmen                                           |                        |
| Jonathan Kent                   | Gypsy                                             |                        |
| 2017                            |                                                   |                        |
| John Tiffany                    | Harry Potter and the Cursed Child                 |                        |
| Simon Stone                     | Yerma                                             |                        |
| John Tiffany                    | The Glass Menagerie                               |                        |
| Matthew Warchus                 | Groundhog Day                                     |                        |
| 2018                            |                                                   |                        |
| Sam Mendes                      | The Ferryman                                      |                        |
| Dominic Cooke                   | Follies                                           |                        |
| Marianne Elliott                | Angels in America                                 |                        |
| Rupert Goold                    | Ink                                               |                        |
| Thomas Kail                     | Hamilton                                          |                        |
| 2019                            |                                                   |                        |
| Stephen Daldry                  | The Inheritance                                   |                        |
| Christopher Ashley              | Come from Away                                    |                        |
| Marianne Elliott                | Company                                           |                        |
| Rebecca Frecknall               | Summer and Smoke                                  |                        |
| Sam Mendes                      | The Lehman Trilogy                                |                        |

### Seit 2020
| Jahr                             | Regisseur                             | Theaterproduktion   |
| 2020                             |                                       |                     |
| -------------------------------- | ------------------------------------- | ------------------- |
| 2020                             | Marianne Elliott und Miranda Cromwell | Death of a Salesman |
| 2020                             | Jamie Lloyd                           | Cyrano de Bergerac  |
| 2020                             | Trevor Nunn                           | Fiddler on the Roof |
| 2020                             | Ian Rickson                           | Uncle Vanya         |
| 2021/2022                        |                                       |                     |
| Rebecca Frecknall                | Cabaret                               |                     |
| Michael Longhurst                | Constellations                        |                     |
| Kathleen Marshall                | Anything Goes                         |                     |
| Max Webster                      | Life of Pi                            |                     |
| 2023                             |                                       |                     |
| Phelim McDermott                 | My Neighbour Totoro                   |                     |
| Rebecca Frecknall                | A Streetcar Named Desire              |                     |
| Robert Hastie                    | Standing at the Sky’s Edge            |                     |
| Justin Martin                    | Prima Facie                           |                     |
| Bartlett Sher                    | To Kill a Mockingbird                 |                     |
| 2024                             |                                       |                     |
| Jamie Lloyd                      | Sunset Boulevard                      |                     |
| Stephen Daldry und Justin Martin | Stranger Things: The First Shadow     |                     |
| Rupert Goold                     | Dear England                          |                     |
| Sam Mendes                       | The Motive and the Cue                |                     |

## Statistik

### Mehrfache Nominierungen
- 10 Nominierungen: Richard Eyre und Trevor Nunn[3]
- 9 Nominierungen: Sam Mendes
- 6 Nominierungen: Howard Davies und Nicholas Hytner
- 5 Nominierungen: Declan Donnellan, Michael Grandage, Adrian Noble und Marianne Elliott
- 4 Nominierungen: Michael Blakemore, Stephen Daldry, Rupert Goold, Ian Rickson und Matthew Warchus
- 3 Nominierungen: Michael Bogdanov, Bill Bryden, Dominic Cooke, Terry Hands, Simon McBurney und Peter Wood
- 2 Nominierungen: Bill Alexander, Alan Ayckbourn, John Barton, Matthew Bourne, John Caird, Jeremy Herrin, Ian Judge, Barry Kyle, Phyllida Lloyd, Sean Mathias, Des McAnuff, Christopher Morahan, Rufus Norris, Steven Pimlott, Harold Prince, Susan Stroman, David Thacker und Deborah Warner

### Mehrfache Gewinne
- 3 Gewinne: Howard Davies, Stephen Daldry, Declan Donnellan, Richard Eyre und Sam Mendes
- 2 Gewinne: Michael Bogdanov, Rupert Goold, Terry Hands, Nicholas Hytner, Trevor Nunn, Deborah Warner und Marianne Elliott